# La Ruche

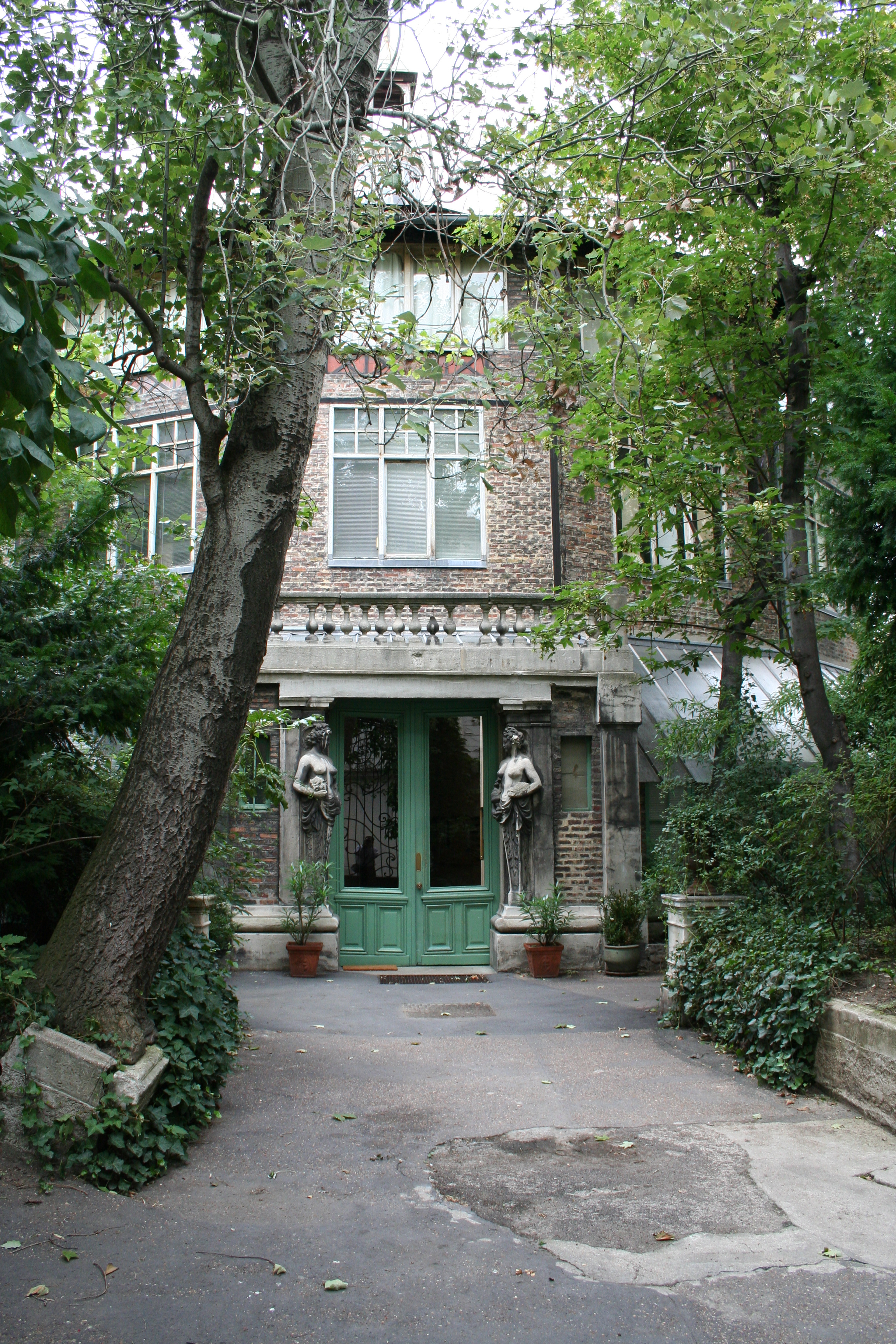
Eingang der Künstlerkolonie La Ruche (2006)

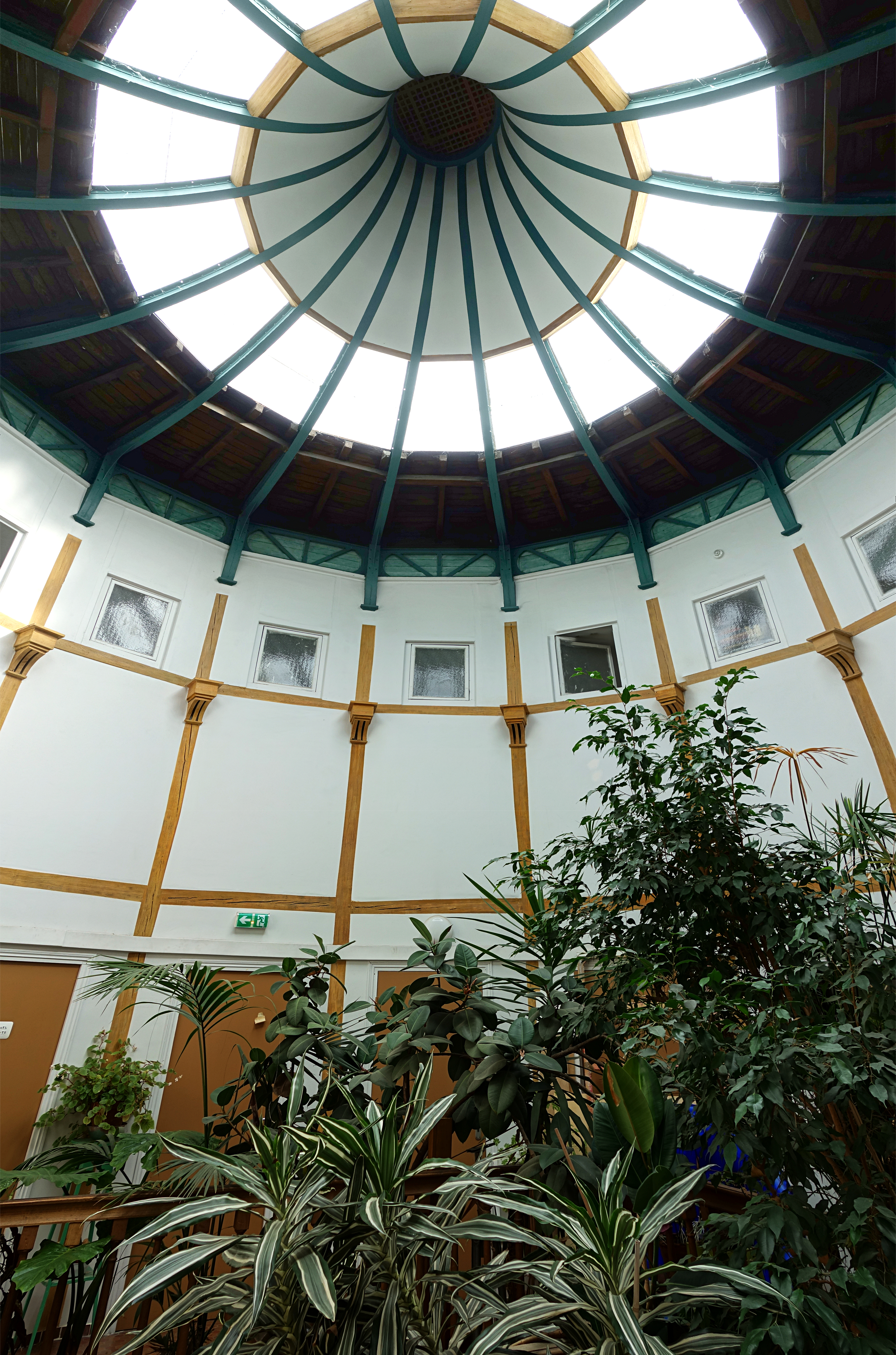
Innenansicht, die Kuppel des La Ruche-Rundbaus (2020)

La Ruche (französisch Der Bienenkorb) ist eine Künstlerkolonie im 15. Arrondissement von Paris.

## Geschichte
La Ruche wurde 1902 vom französischen Bildhauer Alfred Boucher gegründet. Der dreistöckige Rundbau wurde ursprünglich von Gustave Eiffel für die Weltausstellung Paris 1900 errichtet. Die Siedlung war zu Beginn des 20. Jahrhunderts Wohn- und Wirkungsort zahlreicher französischer und ausländischer Künstler, ähnlich wie Bateau-Lavoir und Les Fusains in Montmartre. Hier wohnten beziehungsweise verkehrten unter anderem Guillaume Apollinaire,  Alexander Archipenko, Ossip Zadkine, Moise Kisling, Marc Chagall, Max Pechstein, Nina Hamnett, Fernand Léger, Jacques Lipchitz, Morice Lipsi, Pinchus Kremegne, Max Jacob, Blaise Cendrars, Chaim Soutine, Robert Delaunay, Otto Friedrich Weber, Amedeo Modigliani, Constantin Brâncuși, Diego Rivera, Marevna, Michel Sima, Otto Morach, Pierre Nocca, Jose Balmes, Gracia Barrios und Max Bezner.
Während der deutschen Besatzungszeit im Zweiten Weltkrieg wurde La Ruche baufällig. Im Laufe der Hochkonjunktur um 1968 gab es Pläne zum Abriss, der jedoch mit der Unterstützung von Persönlichkeiten wie Jean-Paul Sartre, Alexander Calder, Jean Renoir und René Char verhindert werden konnte. In den 1970er Jahren wurden Renovierungsarbeiten unternommen und einige Ateliers eingerichtet.
La Ruche befindet sich an der Passage Dantzig 2, in der Nähe des Parc Georges Brassens.
Die Ateliers sind nicht öffentlich zugänglich, der Außenbau lohnt jedoch einen Besuch. Seit 2017 verfügt La Ruche zudem über einen Ausstellungssaal im früheren Atelier von Alfred Boucher, gelegen im Erdgeschoss des Gebäudes. Hier werden Wechselausstellungen veranstaltet.

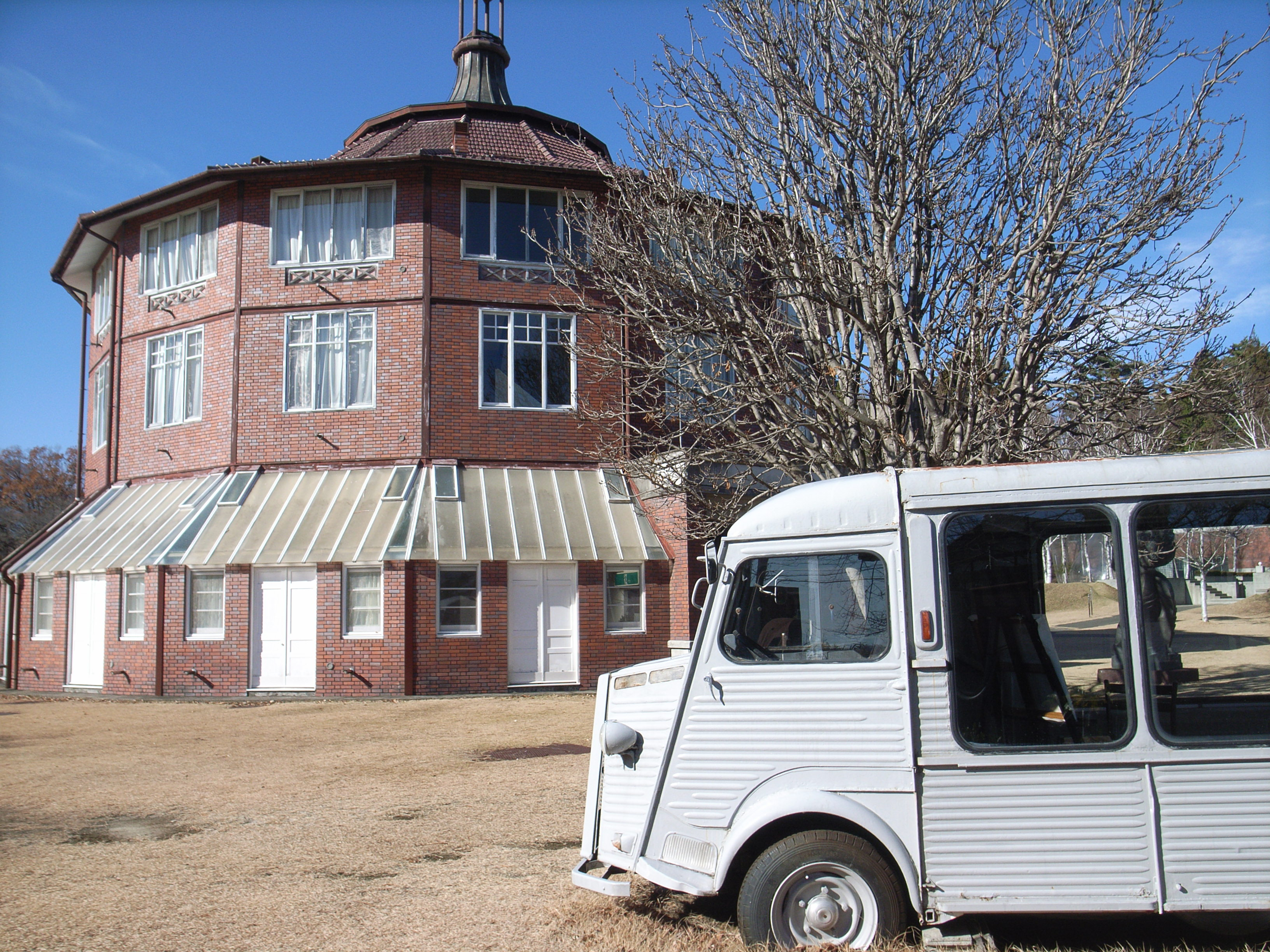
Ein Nachbau, das Kiyoharu Art Village La Ruche in Japan (2021)

Ein Nachbau des Rundbaus La Ruche wurde 1981 in Hokutu, Japan, realisiert und wird seither ebenfalls von Künstlern in Ateliers genutzt.